# Famille de Pracomtal
 (février 2020).
La famille de Pracomtal (parfois orthographiée Pracontal ou Précontal) est une famille subsistante de la noblesse française, originaire du Dauphiné. Elle est de noblesse d'ancienne extraction sur preuves de 1443. La famille a été admise aux Honneurs de la Cour au XVIIIe siècle et porte les titres de courtoisie de comte et marquis qui lui sont aussi donnés dans les brevets et décrets royaux. Elle tire son nom de la terre de Pracomtal, près de Montélimar, dont elle est originaire et qu'elle quitta au XVIIIe siècle pour s'établir dans le Nivernais, au château de Châtillon-en-Bazois.
La branche normande a obtenu des lettres de relief en 1681.

## Histoire
Le nom de cette famille vient de la terre de Pracomtal qui était leur propriété mais leur nom s'écrivait aussi Pracontal. La branche d'Ancône a repris l'orthographe étymologique Pracomtal ("pré comtal").
Pour la branche normande, Woelmont indique dans son essai de nomenclature des familles nobles subsistantes de Normandie : "issus de Louis de Pracontal, écuyer, époux de demoiselle Guyonne Regnaud, veuve en 1473, demeurant alors en Dauphiné (d’où vient la grande maison de Pracomtal, subsistante en Nivernais) ; leur fils Louis vint dès 1510 en Normandie, où sa postérité s’établit en la paroisse d’Ardevon (Manche) et au Mont Saint-Michel. Jean, petit-fils de Louis fut barbier et valet de chambre des rois Henri II et Henri III et fut l’aïeul de Jean et de Louis dont les descendants furent condamnés comme usurpateurs de noblesse le 3 août 1667 pour dérogeance. Mais François, fils de Louis, obtint des lettres de relief de dérogeance le 12 juillet 1681 ; et les petits-fils de Jean furent maintenus nobles par arrêt du Conseil du Roi le 10 octobre 1730. Vote en 1789 aux bailliages de Mortain et d’Arques."

## Personnalités (branche aînée)
- Foulques de Pracomtal, chevalier croisé en 1191, à Jaffa.
- Guigard de Pracomtal, signa avec le Dauphin (futur Louis XI) en 1454 pour échanger des terres et biens contre la terre d'Ancône.
- Nicolas de Pracomtal, seigneur de Château-Sablier, sénéchal de Montélimar (1464)[réf. nécessaire].
- Humbert de Pracomtal, seigneur d'Ancône, fit hommage au roi François Ier de ses terres en 1541, corsaire en Méditerranée au service de ce même roi, cité dans Gargantua de Rabelais comme "Her Pracontal, proconsul de Libye".
- Jean de Pracomtal, seigneur d'Ancône, commanda à Montélimar[réf. nécessaire] et fut tué en 1588 dans son château d'Ancône, assiégé par les troupes de Lesdiguières.
- Armand de Pracomtal, maréchal de camp puis lieutenant général des armées du roi Louis XIV, chevalier de Saint Louis, gouverneur de Menin ; fut tué en commandant à la bataille de Spire[réf. nécessaire] en 1703. Marié à Catherine de Mornay, fille d'Henri de Mornay, marquis de Montchevreuil.
- Léonor-Armand de Pracomtal, baron de Bernière et Châtillon par acquisition en 1735, marquis du Breuil et de Luis, lieutenant du roi en Nivernais[réf. nécessaire].
- Arnoul de Pracomtal (fils du précédent), sire de Chatillon-en-Bazois, baron de Bernière, marquis du Breuil et de Luis, lieutenant au régiment d'infanterie du roi, guidon (porte-étendard) des gendarmes de la garde.
- Antoine-Charles de Pracomtal (frère du précédent), guidon des gendarmes de la garde, maréchal de camp ; victime de la Terreur, il fut guillotiné en juillet 1794, quatre jours avant le 9 Thermidor.
- Claude-Gabrielle de Pracomtal (née Pertuis), dame d'honneur de Madame Victoire, fille du roi Louis XV. Descendante par sa mère de Duplessis-Mornay, le "pape des huguenots".
- Léonor-Anne-Gabriel de Pracomtal, militaire, homme politique, membre de la chambre des députés de 1815 (la "chambre introuvable") à 1827.
- Foulques de Pracomtal, châtelain de Châtillon en Bazois. Deux fils Arnaud et Henry, morts pour la France (1914-1918). Branche éteinte en 2009 avec son petit-fils Arnaud de Pracomtal, s.p., fils de Jean de Pracomtal et de Marie-Christine de Noailles.
- Guillaume-Jean ("Guy") de Pracomtal (1883-1973), chevalier de la Légion d'honneur, croix de guerre 1914-1918, écuyer du Cadre Noir de Saumur, a été président de la Société des steeple-chases de France, ancienne instance dirigeante des courses d'obstacles. Son frère Alain (1893-1915), mort pour la France.
- Alain de Pracomtal, officier de la Légion d'honneur, fils et neveu des précédents, comme chef d'entreprise a été gérant puis président du Cognac Hennessy de 1966 à 1992, d'où postérité par son mariage avec Monique de Leusse.

## Descendants de la branche normande
- Louis II de Pracontal, lieutenant civil d'Avranches, émigra en Normandie à la suite de la nomination de son beau-père Hugues de Chavannes gouverneur du Mont-Saint-Michel par Louis XI ; il fut suivi par son frère Raimon de Pracontal.
- Jean de Pracontal, petit-fils du précédent, premier chirurgien barbier du roi, est entré au service d'Ambroise Paré qui lui enseigna la barberie-chirurgie. Il servit Henri Duc de Guise.
- Robert de Pracontal, lieutenant-général du bailliage d'Avranches.
- Georges Louis de Pracontal, officier au régiment de Penthièvre.
- Georges-Marie de Pracontal, comte de Pracomtal, fils du précédent.
- Athanase de Pracontal, vicomte de Pracontal, propriétaire de l'usine de Bourberouge.
- Jacques de Pracontal, chevalier de l'ordre de Saint-Louis, capitaine des grenadiers.
- Louis-Joseph-Jacques de Pracontal, comte de Pracomtal, adjoint de Joseph Frain, maire d'Avranches pendant la Restauration.
- François de Pracontal, soldat au 136e régiment, mort à 22 ans au cours d'une patrouille le 9 septembre 1914 à Charleville dans la Marne.
- Guy de Pracontal, général, commandeur de la Légion d'honneur.
- Jean de Pracontal (1893), fils du précédent, lieutenant-colonel d'infanterie, chevalier de la Légion d'honneur, croix de guerre 1939-1945, a fait ses classes à Saint-Cyr.

## Personnages fictifs

### Lucie de Pracontal
Les chapitres 5 à 7 du livre "Le dernier des Rabasteins" d'Alexandre Mazas, narrent l'histoire de Lucie de Pracontal, emmurée vive le 25 juin 1715, jour de son mariage avec M. de Quinsonnas, dans la cachette du baron des Adrets du château de Montségur-sur-Lauzon. L'orthographe moderne de Pracontal est Pracomtal, et celle de Quinsonnas est Quinsonas.
Ce livre reproduirait les mémoires du moine Maurice de Rabasteins, qui aurait découvert Lucie en 1744, après s'être à son tour enfermé dans la cachette.
Plusieurs éléments (pages 131 et 132 du livre) attestent que la ville de "Monségur" évoquée dans le livre est effectivement Montségur-sur-Lauzon. Un flou subsiste pour le ravin et le ruisseau décrits en pages 136, 147 et 152, qui n'apparaissent pas sur des cartes topographiques.
Cependant, une recherche des actes d'état civil des Archives Départementales de la Drôme, ne permet pas de trouver ce mariage vers 1715, ni le décès de Mme de Rabasteins vers 1744 (page 219), ni le décès de Lucie ou de sa mère Mme de Pracontal vers 1745-1746 (page 235), ni les signatures des trois ecclésiastiques nommés Huet (pages 149, 209 et 230), de Simiane (page 234) et Lambert (page 234) dans les communes dont ils ont la charge.
M. de Quinsonnas, évoqué en pages 149 et 230, se serait remarié avec Mlle de Virieu vers 1720. L'acte de ce second mariage, qui pourrait indiquer des informations sur son premier mariage avec Lucie, n'a également pas été trouvé. Si M. de Quinsonnas est un personnage réel, il pourrait avoir un lien de parenté avec Octavien de Quinsonas.
L'histoire contée dans ce livre a été republiée ultérieurement à de nombreuses reprises,,,,, mais sans autre source que ce roman d'Alexandre Mazas.
Certaines publications présentent cette histoire comme étant une légende. Par exemple, en 1933, G. Lenotre la raconte dans la section "Murée vive" de son livre "Histoires étranges qui sont arrivées", et en page 5 du préambule il indique qu'il doute de son authenticité.
L'absence des actes dans les registres paroissiaux atteste que Lucie de Pracontal mariée en 1715 à Montségur-sur-Lauzon est un personnage fictif. La légende d'une mariée emmurée est peut-être vraie, mais sous un autre nom, à une autre époque, ou dans un lieu différent.

## Alliances
Les principales alliances de la famille de Pracomtal sont : de Lentaigne de Logivière (1765), Jourdain de Thieulloy (1858), Harouard de Suarez d'Aulan (1882), Hennessy (1919), de Leusse (1951), Gillet.

## Blason
- Armes : d'or au chef d'azur, chargé de trois fleurs de lys du champ
- Couronne : de marquis
- Tenants : deux anges
- Cimier : un lion de sable couronné d'or, issant et brandissant une épée

Petites armes
Grandes armes

Devises
- Devise de la branche d'Ancône : "Partout vit Ancône"
- Devise de la branche normande : "fallere nescio"

## Odonymie, lieux et châteaux
- Terre de Pracomtal, devenue quartier Pracomtal, Montélimar, dans la Drôme.
- Impasse Pracomtal, à Malaucènes, dans le Vaucluse.
- Hôtel de Pracontal (appelé aussi depuis Hôtel de Percy), 6-10 rue de Thorigny, 3earrondissement, Paris.
- Village et château d’Ancône, dans la Drôme.
- Château de Montségur-sur-Lauzon, dans la Drôme.
- Village de Rochemaure, dans l’Ardèche.
- Collégiale Sainte-Croix de Montélimar, dans la Drôme.
- Château de Châtillon-en-Bazois, dans la Nièvre.
- Châteaux de Vesvre et de Briffault, dans la Nièvre.
- Village de Rouy, dans la Nièvre.
- Château de Soussey-sur-Brionne, en Côte-d'Or
- Château de Villebon-sur-Yvette, dans l’Essonne.
- Logis de Dion, en Charente-Maritime